# Glandonia
Glandonia é um género botânico pertencente à família Malpighiaceae.

## Espécies
- Glandonia macrocarpa Griseb.
- Glandonia prancei W.R.Anderson
- Glandonia williamsii Steyerm.